# Unteres Steinbachtal
Koordinaten: 50° 35′ 47″ N, 6° 50′ 44″ O
Das Naturschutzgebiet Unteres Steinbachtal liegt auf dem Gebiet der Stadt Euskirchen im Kreis Euskirchen in Nordrhein-Westfalen.
Das Gebiet erstreckt sich südöstlich der Kernstadt Euskirchen und des Euskirchener Stadtteils Kirchheim entlang des Steinbaches. Am nordöstlichen Rand verläuft die Landesstraße L 210, südwestlich erstreckt sich die 14,6 ha große Steinbachtalsperre.

## Bedeutung
Für Euskirchen ist seit 2007 ein 15,02 ha großes Gebiet unter der Kenn-Nummer EU-155 als Naturschutzgebiet ausgewiesen. Die Unterschutzstellung erfolgt zur Erhaltung und Optimierung schutzwürdiger Biotope.